# Lakeview Estates
Lakeview Estates é uma Região censo-designada localizada no estado americano de Geórgia, no Condado de Rockdale.

## Demografia
Segundo o censo americano de 2000, a sua população era de 2637 habitantes.

## Geografia
De acordo com o United States Census Bureau tem uma área de 1,5 km², dos quais 1,4 km² cobertos por terra e 0,1 km² cobertos por água.

## Localidades na vizinhança
O diagrama seguinte representa as localidades num raio de 20 km ao redor de Lakeview Estates.